# ADDA
Ada Alexandra Moldovan (n. 3 martie 1992, Târgu Mureș, județul Mureș, România), cunoscută profesional ca ADDA, este o cântăreață și compozitoare română de muzică pop.

## Biografie
Ada Alexandra Moldovan s-a născut în data de 3 martie 1992, în, Târgu Mureș, județul Mureș, România.
În 2012 a intrat în TOP 100 cele mai difuzate piese din România (Media Forest) cu piesa „Petre” feat. CRBL (locul 65), iar în 2013 a urcat până pe locul 26 cu aceeași piesă. În 2014 a ajuns în TOP 100 cu trei piese: „Îți arăt că pot” (26), „Ușor ușor” (49), „Fără aer” (57). A câștigat locul 2 la concursul Battle of Songs. Piesa „Minți murdare” i-a produs avântul muzical și a adus-o în studioul lui Marius Moga.
Loverboy (remake-ul piesei „Minți murdare”) este coloana sonoră filmului cu același nume, o colaborare cu Pacha Man. Un an mai târziu au urmat colaborări cu CRBL și Zhao. Piesele „Petre” și „Bani din cer” au intrat imediat în heavy rotation pe toate posturile de radio și tv din România. Primul single oficial se numește „Seara târziu”, iar compoziția este semnată de către Adda și Marius Moga. 
A scris piese pentru Paula Seling, Andreea Bănică, CRBL, Hi-Q și alții.
În 2015, Adda a lansat un proiect inedit format din mai multe episoade muzicale, intitulat „Stările Addei”.
În anul 2016, s-a căsătorit cu Cătălin Rizea, având cu acesta un fiu, pe nume Alexandru. În 2020, a participat la Asia Express, împreună cu soțul ei, clasându-se pe locul al treilea. 

## Single-uri
- 2006: Vis
- 2008: Sătulă de vorbe
- 2008: Noi doi
- 2008: Minți murdare făcute praf
- 2009: Viral
- 2011: Pacha Man feat. ADDA - Loverboy
- 2011: Prietenie adevărată
- 2011: Prietenie fumată
- 2011: Simple
- 2011: Nori
- 2011: Mama
- 2012: Nu te-am uitat
- 2012: N-Tone feat. ADDA - Lasă
- 2012: Zhao feat. ADDA - Bani din cer
- 2012: CRBL feat. ADDA – Petre
- 2013: Seara târziu
- 2013: CRBL feat. raku & ADDA - Ca la bombardamente
- 2013: Îți arăt că pot
- 2013: Ninne ninne ne chusthuvunna
- 2013: What's Up feat. ADDA - Party Haos Poc / PHP
- 2013: What's Up feat. ADDA - Cu drag
- 2013: Cântă cucu
- 2014: CRBL feat. ADDA & raku – Ușor ușor
- 2014: Minți murdare
- 2014: What's UP feat. ADDA - București 555
- 2014: Amna feat. ADDA - Fără aer
- 2014: SHIFT feat. ADDA - Tiglina 1
- 2014: Colinde
- 2014: Cu drag
- 2014: Sunt bine
- 2014: Nu plânge, Ana
- 2015: SHIFT feat. ADDA - Vin sec
- 2015: Azi e ziua ta, iubire
- 2015: RAZA feat. ADDA - Povești
- 2015: E prea mult fum în jur
- 2015: Ladies and gentlemen
- 2015: Marius Ciprian Pop feat. ADDA - Hai Ardeal, Ardeal
- 2015: JerryCo feat. Adda - Absent nemotivat
- 2015: Robert Toma feat. ADDA & Liviu Teodorescu - Tot ce mi-a rămas
- 2015: Teasta feat. ADDA - Minți murdare făcute praf
- 2015: Suflete pereche
- 2015: Ziua în care am plecat
- 2015: Ana, zorile se varsă
- 2015: Adormi singur
- 2015: Prietena mea
- 2015: Iertarea
- 2015: Baladda
- 2015: Zhao feat. ADDA - Asasin
- 2015: Lupii (Nu plânge, ADDA - 2016)
- 2015: Asta sunt eu
- 2016: Oglindă, Oglinjoară
- 2016: Dragă Inimă
- 2017: Satra BENZ feat ADDA & SHIFT - Înger, îngerașul meu
- 2017: Floare Delicată
- 2017: Marea Mea
- 2017: Te aud (feat. DOC)
- 2017: Se vede pe fața ei
- 2017: ADDA - De dorul tau
- 2018: Arde (feat. Killa Fonic)
- 2018: ADDA - Mamă Soacră
- 2019: Ce Am Cu Tine
- 2020: Suntem Femei
- 2020: Nu mi-e frică
- 2021: Tramvaiul 23
- 2022: Doctorii
- 2022: Paranoia
- 2022: Sa nu-mi iei trandafiri
- 2023: Destin
- 2023: M-ai Iubit Candva